# Boisleux-Saint-Marc

Boisleux-Saint-Marc este o comună în departamentul Pas-de-Calais, Franța. În 1 ianuarie 2022 avea o populație de 256 de locuitori.